# Marcelle Ferry
Marcelle Ferry, née à Granville (Manche), le 14 septembre 1904 et morte à Suresnes (Hauts-de-Seine), le 24 avril 1985, est une écrivaine et poètesse française.

## Repères biographiques
Marcelle (ou Lila) Ferry rencontre les surréalistes parisiens au début des années 1930.
Elle a une liaison avec Georges Hugnet puis André Breton. Pour elle, ce dernier réalise un collage floral pour l'exemplaire de la plaquette « Violette Nozières » portant la dédicace :
« À Marcelle / le sureau noir / le cornouiller sanguin / le bois de Ste Lucie / et toutes les autres fleurs, à / langage hermétique ».
Ses premiers poèmes L'Île d'un jour paraissent en 1938 aux Éditions surréalistes.
Cette même année, après une liaison avec le peintre Oscar Dominguez, elle rencontre et épouse le scénariste Jean Lévy, spécialiste de Raymond Roussel et responsable du Collège de Pataphysique. Il prend le nom de sa femme.
Jusqu'en 1954, ils signent quelques déclarations surréalistes puis Jean Ferry se détache du mouvement.

## Source bibliographique
- Georgiana Colvile, Scandaleusement d'elles : trente-quatre femmes surréalistes, Paris, J.-M. Place, 1999, 317 p. (ISBN 978-2-85893-496-6), p. 94 et suivantes.